# Maenia de comitiis
La lex Maenia de comitiis va ser una antiga llei romana establerta suposadament l'any 286 aC a proposta de Gai Meni, tribú de la plebs, que renovava les disposicions de la llei Publilia Laetoria. Una data alternativa és la del 337 aC quan eren cònsols Furi Camil i Gai Meni.